# Michel Ameller
Michel Ameller, né le 1er janvier 1926 à El Attaf en Algérie et mort le 28 septembre 2022 à Paris,, est un haut fonctionnaire français, membre du Conseil constitutionnel de 1995 à 2004.

## Biographie

### Jeunesse et études
Michel Ameller effectue ses études secondaires au lycée Bugeaud à Alger. Il étudie le droit à Alger et à Paris. Il est docteur en droit. Il est diplômé de l'Institut d'études politiques de Paris.

### Parcours professionnel
Secrétaire général de l'Assemblée nationale de 1985 à 1992, il a accompli toute sa carrière au Palais Bourbon à partir de 1952.
Il a publié de nombreux ouvrages consacrés au Parlement, dont Les parlements, une étude comparative des parlements du monde aux éditions PUF en 1966 et L'Assemblée nationale : au cœur de la démocratie en 1989.
Il est le père de l'architecte Philippe Ameller et du photographe Thierry Ameller.

## Décorations
- Grand officier de la Légion d'honneur
- Grand-croix de l'ordre national du Mérite[4].
- Commandeur de l'ordre de Francisco de Miranda (Venezuela)
- Commandeur de l'ordre du Libérateur (Venezuela)